# Кастнер, Максимилиан
Максимилиан Кастнер (нем. Maximilian Kastner; род. 3 января 1993, Гармиш-Партенкирхен, Бавария) — немецкий хоккеист, нападающий. Игрок сборной Германии по хоккею с шайбой. Серебряный призёр чемпионата мира 2023 года.

## Биография
Родился в Гармиш-Партенкирхене в 1993 году. Воспитанник местного хоккейного клуба «SC Riessersee», с 2008 по 2011 год выступал за юношеские и молодёжные составы клуба в соответствующих чемпионатах Германии. С 2014 года выступал в немецкой Бундеслиги за мюнхенский клуб «Ред Булл Мюнхен». В 2016, 2017, 2018 и 2023 годах становился чемпионом Германии в составе мюнхенского клуба.
В 2021 году впервые выступал за основную сборную Германии на чемпионате мира, где его команда стала четвёртой. В 2022, 2023 и 2024 годах также участвовал в чемпионатах мира. В составе немецкой сборной в 2023 году стал серебряным призёром чемпионата мира.
В 2025 году Максимилиан Кастнер был включен в состав первой сборной для участия в чемпионате мира, который проходил в Швеции и Дании.